# Bucculatrix atrosignata
Bucculatrix atrosignata är en fjärilsart som beskrevs av Braun 1963. Bucculatrix atrosignata ingår i släktet Bucculatrix och familjen kronmalar. Inga underarter finns listade i Catalogue of Life.